# Charles Philippe Ronsin
Charles Philippe Ronsin (Soissons, 1º dicembre 1751 – Parigi, 24 marzo 1794) è stato un generale e drammaturgo francese.

## Biografia
Ronsin intraprende la vita militare giovanissimo, a 17 anni si arruola nel reggimento di Aunis. Ma nel 1772 si congeda con il grado di caporale; diventa drammaturgo e precettore. Diventa così amico di Jacques-Louis David.
Accoglie con entusiasmo la rivoluzione, nel luglio 1789 diviene capitano della Guardia Nazionale di Parigi, distretto di Saint-Roch. Continua anche la sua carriera teatrale portando in teatro rappresentazioni che esaltano la rivoluzione tra il 1790 e il 1792.
È politicamente attivo dal 1790 ed è stato uno dei primi membri del Club dei Cordiglieri, si unisce ai seguaci di Jacques-René Hébert. Ben presto è considerato uno dei più rappresentativi militanti sanculotti, si distingue nella critica particolarmente radicale della chiesa e dopo la fallita fuga del re, nel giugno 1791, chiede la deposizione di Luigi XVI e la proclamazione della Repubblica.
Tra l'agosto e il settembre 1792 gli verranno affidate tre missioni e il mese successivo, il ministro della guerra Pache lo nomina commissario e lo manda in Belgio presso l'armata di Dumouriez. Con questo incarico denuncerà le ruberie dei fornitori degli eserciti, protetti dallo stesso Dumouriez.
Il 23 aprile 1793, viene nominato assistente del ministro della guerra Bouchotte e nel maggio 1793 partecipò alle Guerre di Vandea.
Nell'estate del 1793 Ronsin ha personalmente comandato diverse unità rivoluzionarie contro i contadini ribelli e ha ricevuto la protezione del nuovo Ministro della Guerra Bouchotte col grado di generale di brigata. Tuttavia la potenza delle truppe rivoluzionarie era fortemente minata da dispute interne dei generali sanculotti Rossignol e Ronsin con gli ufficiali veterani. Ronsin all'inizio del 1794 raccomanda lo spopolamento sistematico della Vandea. I ribelli dovrebbero essere espulsi e i paesi ripopolati da sostenitori della Repubblica che li dovrebbero sostituire.
Grazie ai suoi appoggi al ministero, verrà promosso generale di brigata all'esercito delle coste di La Rochelle. Nel settembre 1793, diventa generale in capo dell'armata rivoluzionaria di Parigi. Nonostante sia violento e con un pessimo carattere, si rivela tuttavia un buon amministratore, onesto ed intelligente in tutti i suoi incarichi.
È stato poi fortemente attaccato nella Convenzione nazionale da Pierre Philippeaux per la sua brutalità e per corruzione. Nel frattempo Ronsin ha sostenuto gli Hébertisti a Lione contro la fazione degli "indulgenti" di Danton e Desmoulins. È stato quindi convocato a Parigi e, sotto l'impulso di Fabre d'Églantine, arrestato il 17 dicembre 1793, insieme a François-Nicolas Vincent, che era un altro membro del Club dei Cordiglieri. Il 2 febbraio 1794 è stato rilasciato per la pressione crescente del Club dei Cordiglieri controllato da Ronsin.
Avversario del "moderatismo", il 2 febbraio 1794 difende l'appello all'insurrezione degli Hébertisti, chiamando il Club dei Cordiglieri a raccolta contro il Governo rivoluzionario, ma cinque giorni dopo, ritorna sulle sue opinioni e difende un programma d'unione dei repubblicani. Ma alla fine anche lui si dice a favore della sostituzione del governo rivoluzionario con una dittatura militare e sarà dalla parte di Fouquier de Tinville, che lo presenta come un "nuovo Cromwell". 
Robespierre percepisce il pericolo di una sollevazione popolare e la notte dal 13 al 14 marzo 1794 fa arrestare tutti i principali Hebertisti, così pure Charles Philippe Ronsin, condannato a morte pochi giorni dopo dal tribunale rivoluzionario.

## I suoi ultimi giorni
Mentre era in prigione i Cordiglieri scrivono una petizione in favore di Vincent e Ronsin, affermando che erano grandi patrioti e che Ronsin non dovrebbe essere punito per gli attacchi a Dumouriez, Custine, e Brissot. Tra coloro che difendevano Ronsin vi erano Collot d'Herbois, che faceva anche parte del Comitato di salute pubblica. Collot d'Herbois difese Ronsin, dicendo che mentre combatteva nel sud insieme a tutti gli altri patrioti della Rivoluzione, Ronsin ha mostrato grande determinazione nell'imporre il rispetto della repubblica.
Ronsin è stato ritenuto essere al lavoro su una cospirazione dei militari, con la complicità di Fouquier-Tinville, per sostituire il governo rivoluzionario con una dittatura militare.
Ronsin viene arrestato insieme con Jacques-René Hébert, Antoine-François Momoro, e François-Nicolas Vincent. Mentre Ronsin è in carcere viene citato con queste parole, dette al suo co-imputato compagno di cella: "... tu sarai condannato. Quando avresti dovuto agire, hai parlato. Sappi morire. Da parte mia, giuro che non mi vedete indietreggiare. Sforzatevi di fare lo stesso."
Alcune delle sue ultime parole prima di morire furono, "La Libertà è annullata!...perché un paio di poveri compagni stanno per morire! La Libertà è immortale. I nostri nemici cadranno a loro volta, e la libertà sopravviverà a tutti loro!" Il 24 marzo 1794, cinque carri pieni di condannati Hébertisti sono stati portati alla ghigliottina, tra loro Charles-Philippe Ronsin. Ronsin rimase fedele alle sue parole dette in carcere: come Thomas Carlyle riferisce l'evento, solo lui tra gli Hebertisti è andato al patibolo con un "aria di sfida," continuando a mantenere uno "sguardo d'acciaio."
Entro una settimana dalla sua morte, l'armata di Ronsin (l'Armée Révolutionnaire de Paris) fu sciolta assieme alle altre armate rivoluzionarie.
Charles Philippe Henri Ronsin muore il 24 marzo 1794 (4 Germinale anno II) sotto la ghigliottina di Parigi. In questo giorno, accanto a lui Jacques-René Hébert, i suoi compagni Antoine-François Momoro, François-Nicolas Vincent, Anacharsis Cloots, François Desfieux, Jacob Pereira e Pierre-Ulric Dubuisson, lo speculatore belga Pierre-Jean Berthold de Prol e il banchiere olandese Jean Conrad de Kock sono ghigliottinati.